# Sönnebüll
Sönnebüll (frisó septentrional Säänebel, danès Sønnesbøll) és un municipi del districte de Nordfriesland, dins l'Amt Mittleres Nordfriesland, a l'estat alemany de Slesvig-Holstein. És a mig camí entre Husum i Niebüll. El 31 de desembre del 2023 tenia 296 habitants.
El primer esment escrit Säänebell data del 1462. És a la frontera entre el geest, una morrena terminal i el pòlder, el que s'il·lustra en l'escut. El nom té el sufix -büll, que és d'origen danès -bøl i que significa ‘casa, habitatge’. Sovint són assentaments nous que al segle x és van crear a partir d'un poble veí més antic. La primera part indica sol indicar una persona. En aquest cas sönne- vol dir fill, doncs «casa del fill».

## Economia
Poble tradicionalment agrícola, a la darreria del segle xx a poc a poc va evolucionar vers un poble d'energia. El 1990 s'hi ha estrenat un primer aerogenerador. El 1995 una associació de terratinents i empreses agrícoles hi va crear l'empresa Windpark Sönnebüll que inaugura set molins dos anys més tard, que de 2006 a 2009 van ser renovades. El 2022 tres parcs eòlics comunitaris actius als quals 150 ciutadans participen. El 2024 tenien una capacitat con junta de 20,7MW (2024).
El 2004 s'hi va construir una primera planta de biogàs. L'única altra activitat industrial és un escorxador des de 1996, que funciona amb la calor residual de la planta de biogàs. El 2008 segueixen les primeres instal·lacions fotovoltaiques. Amb el poble veí de Vollstedt, la població aspira a atènyer l'autarquia energètica.